# 조민행
조민행(趙敏行, 1965년 2월 26일~)은 대한민국의 과학자이자, 교수이며, 기초과학연구원의 연구단장이다.

## 수상
- 1999년: 한국과학기술한림원 젊은과학자상[1][2]

- 1999년: 한국과학기술한림원 학술상[3]